# Jugoslávské námořnictvo (1992–2006)
Jugoslávské námořnictvo bylo námořní složkou ozbrojených sil Svazové republiky Srbska a Černé Hory, od roku 2003 soustátí Srbska a Černé Hory. Vzniklo v roce 1992 jako nástupce zaniklého námořnictva Socialistické federativní republiky Jugoslávie, od kterého převzalo větší část válečných lodí. V roce 1999 se v omezené míře zapojilo do odporu proti leteckému bombardování jugoslávie. Zaniklo roku 2006 rozpadem Srbska a Černé Hory na dva samostatné státy. Plavidla jugoslávského námořnictva převzalo nově vzniklé černohorské námořnictvo.